# 虎尾福安宮
虎尾福安宮，是位於臺灣雲林縣虎尾鎮的媽祖廟，為虎尾糖廠員工的信仰中心，其媽祖被稱為「糖廠媽」。

## 沿革
虎尾傳說虎尾溪裡曾有條千斤以上鱸鰻危害地方，最後被媽祖收服，地方才恢復安定。
據虎尾福安宮主委王明崑表示，1956年，虎尾糖廠員工黃永舜邀約同住鹿港鎮的同事回故鄉，從新祖宮分靈媽祖回宿舍膜拜。最初媽祖誕辰祭典，均由虎尾糖廠員工籌辦，因此虎尾百姓尊其媽祖為「糖廠媽祖」。1961年建廟，整座廟體僅有6坪大小。同樣為臺糖員工所祭祀的媽祖廟還有蒜頭糖廠的糖廠配天宮、彰化糖廠的糖聖宮。
2025年1月6日舉行新廟破土典禮，雲林縣長張麗善、前縣長張榮味、立委丁學忠、張嘉郡、劉建國、鹿港新祖宮主委何春榮、友宮白沙屯拱天宮、埤頭合興宮、西螺廣福宮等主委皆到場。

## 活動
自1961該年起，每年媽祖誕辰農曆三月廿三前夕，福安宮信徒都會組成進香團，搭乘糖廠火車回鹿港謁祖。
2003年5月21日，民視《台灣奇案》劇組至此廟舉行開鏡典禮，由張榮味縣長妻子王月霞飾演媽祖，在廟旁拍媽祖收服鱸鰻的戲劇。
自2004年開始，福安宮持續舉辦「百里行腳迓媽祖」活動，步行到鹿港。一般媽祖進香團跨過濁水溪大都是由北往南，但此廟是少數徒步跨過濁水溪北上的進香團。到越過濁水溪時，已是凌晨一、兩點，鑾駕就會停在單車製造廠史特龍與賣米廠中興穀堡，讓信徒休息，為他們固定的習俗。

## 祀神
- 天上聖母、千里眼將軍、順風耳將軍、城隍爺、註生娘娘、中壇元帥、虎爺公、斗姥元君、太歲星君

## 外部連結
- 虎尾福安宮的Facebook專頁